# Manuel Teixeira Gomes
Manuel Teixeira Gomes (Vila Nova de Portimão, 27 maggio 1860 – Bougie, 18 ottobre 1941) è stato un politico portoghese.
È stato il settimo Presidente della Repubblica dal 6 ottobre 1923 all'11 dicembre 1925.